# Alberto Botía
Alberto Tomás Botía Rabasco (* 27. ledna 1989, Alquerías, Španělsko) je španělský fotbalový obránce, je hráčem řeckého klubu Olympiakos Pireus.

## Reprezentační kariéra
Botía působil v mládežnických reprezentacích Španělska. 

Se španělskou reprezentací do 20 let se zúčastnil Mistrovství světa hráčů do 20 let 2009 v Egyptě. 

S týmem do 21 let vyhrál roku 2011 Mistrovství Evropy U21 v Dánsku, kde Španělé zvítězili ve finále nad Švýcarskem 2:0.
V létě 2012 byl zařazen na soupisku španělského výběru do 23 let pro Letní olympijské hry 2012 v Londýně. Španělsko (které mělo na soupisce i hráče z A-mužstva) zde bylo po vítězství na EURU 2012 největším favoritem, ale po dvou prohrách 0:1 (s Japonskem a Hondurasem) a jedné remíze s Marokem (0:0) vypadlo překvapivě již v základní skupině D.